# Theo Reitsma

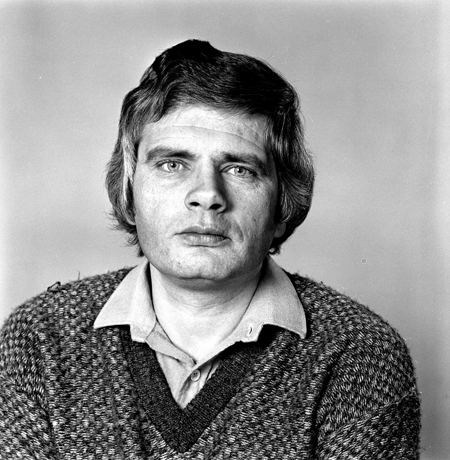
Theo Reitsma in 1980

Theo Reitsma (Velsen-Noord, 16 september 1942) is een Nederlands voormalig sportverslaggever.
De jeugdige Reitsma gebruikte theezeefjes als microfoon, als hij Arie Kleijwegt imiteerde. Hij wilde sportjournalist worden en hield plakboeken bij van Wim van Est en Piet Kraak. Reitsma was honkballer en voetballer. De middenvelder speelde ook veel op straat en op pleintjes. Daar trainde hij zijn scherpe blik, arendsoog. Er was weinig dat hij over het hoofd zag. Zijn commentaar was niet frivool, niet juichend, maar nuchter: 'doelpunt'.
Reitsma versloeg vanaf 1969 voor NOS Studio Sport vooral voetbal, honkbal, atletiek en boksen. Na het pensioen van Herman Kuiphof werd hij de belangrijkste voetbalverslaggever. Zo leverde hij commentaar bij de verloren finale van het WK in 1978 en de gewonnen finale van het EK van 1988. Het winnende Nederlands elftal omschreef hij als "een goed stel."
In 2002 ging hij formeel met vervroegd pensioen, maar daarna deed hij nog incidenteel verslag, bijvoorbeeld van het WK Voetbal 2006. Hij was voorzitter van de Nederlandse honkbal- en softbalbond. Reitsma is supporter van voetbalclub Telstar. Hij is, met een groot woord, de ontdekker van verslaggever Frank Snoeks, die meerdere WK-finales (voetbal) en de laatste elfstedentocht versloeg.
In 2004 kreeg Reitsma de Ere Zilveren Nipkowschijf voor zijn hele oeuvre. Vanaf 2008 werkte Reitsma voor FOX Sports Eredivisie. Daar kreeg hij in 2015 te horen dat hij niet meer ingezet zou worden 'op het eerste kanaal', waarop de belangrijkste wedstrijden van de zender worden uitgezonden. Daarop hoefde het voor hem niet meer en stopte hij helemaal.

## Onderscheidingen
- Ere Zilveren Nipkowschijf (2004) oeuvreprijs
- Erelid van de honk- en softbalclub Rooswijk, te Velsen-Noord. Reitsma was zo'n 20 jaar voorzitter.[3]

## Boeken
- Reitsma, Theo (2005). Play ball, Honkbalverhalen uit de dug-out van Nederland. Tirion Sport, p. 126. ISBN 9043907537.
- Reitsma, Theo (2005). Lucia Million Dollar Babe, Biografie van een wereldkampioene boksen. Tirion Sport, p. 192. ISBN 9789043907682. over Lucia Rijker
- Reitsma, Theo (2019). "Dit is een goed stel hoor", 50 Jaar sportgeschiedenis. Edicola sport, p. 224. ISBN 9789492920737.
- Reitsma, Theo, Rietje Bijlholt (2022). Van Hier tot Tokio, Turnsport in verwarring. Edicola sport, p. 192. ISBN 9789493259034.